# Huernia kirkii
Huernia kirkii là một loài thực vật có hoa trong họ La bố ma. Loài này được N.E. Br. mô tả khoa học đầu tiên năm 1909.

## Hình ảnh

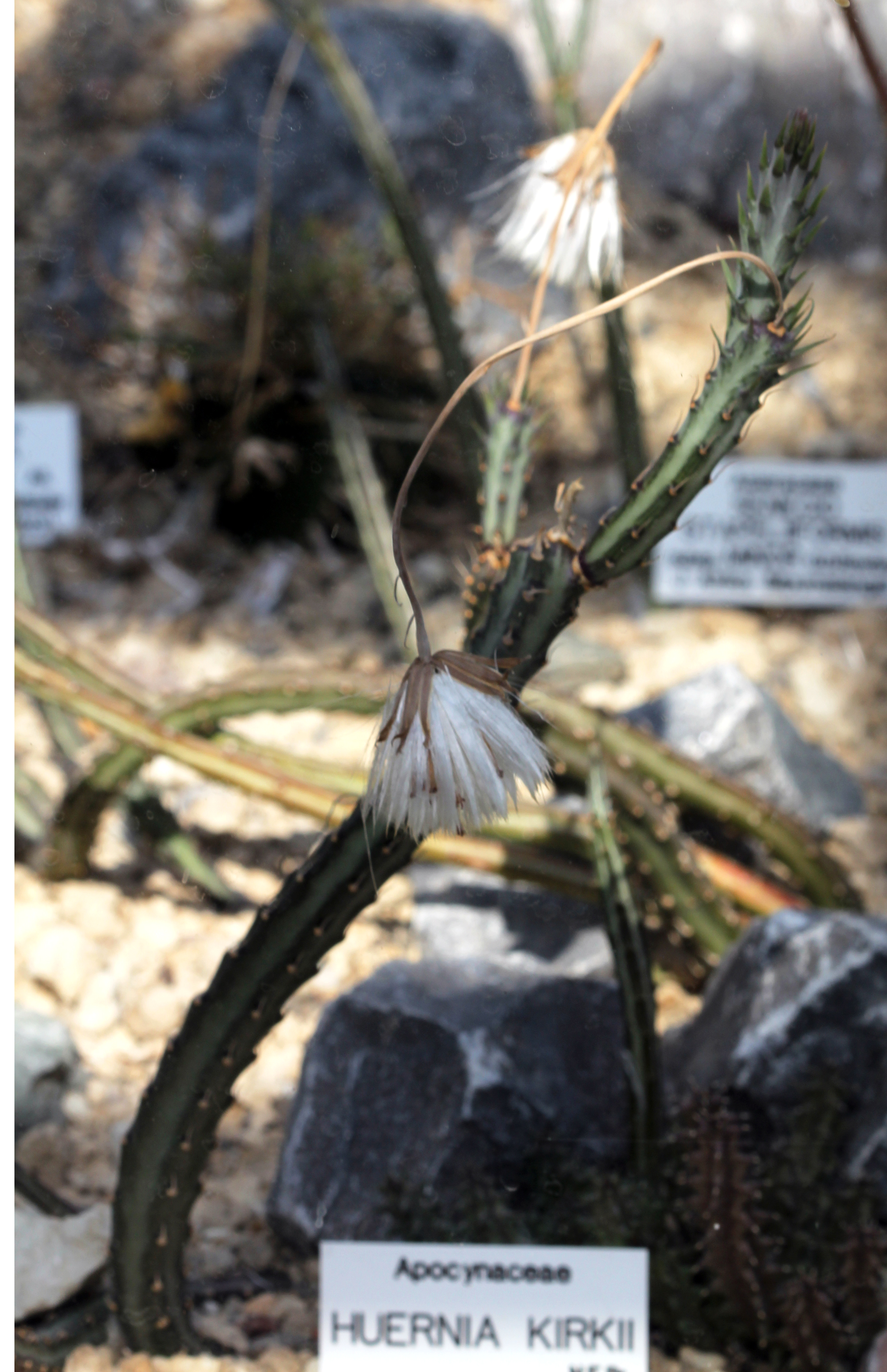